# ГЕС Пенсакола
ГЕС Пенсакола – гідроелектростанція у штаті Оклахома (Сполучені Штати Америки). Знаходячись перед ГЕС Markham Ferry, становить верхній ступінь каскаду на річці Неошо, лівій притоці Арканзасу, котрий в свою чергу є правою притокою Міссісіпі (басейн Мексиканської затоки).
В межах проекту річку перекрили бетонною греблею висотою 45 метрів та довжиною 1814 метрів, яка потребувала 380 тис м3 матеріалу. Вона утримує витягнуте по долині Неошо на 106 км водосховище Гранд-Лейк з площею поверхні 187,4 км2 (під час повені до 223 км2) та об’ємом 1,48 млрд м3 (крім того, ще 0,67 млрд м3 зарезервовано для протиповеневих заходів).
Пригреблевий машинний зал обладнано шістьома турбінами типу Френсіс загальною потужністю 120 МВт, які забезпечують виробництво 350 млн кВт-год електроенергії на рік.